# Český Krumlov (distrikt)
Český Krumlov är ett distrikt (okres) i regionen Södra Böhmen i Tjeckien. Huvudorten är Český Krumlov.
Orter i Český Krumlov:
- Benešov nad Černou
- Besednice
- Bohdalovice
- Brloh
- Bujanov
- Černá v Pošumaví
- Český Krumlov
- Dolní Dvořiště
- Dolní Třebonín
- Frymburk
- Holubov
- Horní Dvořiště
- Horní Planá
- Hořice na Šumavě
- Chlumec
- Chvalšiny
- Kájov
- Kaplice
- Křemže
- Lipno nad Vltavou
- Loučovice
- Malonty
- Malšín
- Mirkovice
- Mojné
- Netřebice
- Nová Ves
- Omlenice
- Pohorská Ves
- Přední Výtoň
- Přídolí
- Přísečná
- Rožmberk nad Vltavou
- Rožmitál na Šumavě
- Soběnov
- Srnín
- Střítež
- Světlík
- Velešín
- Větřní
- Věžovatá Pláně
- Vyšší Brod
- Zlatá Koruna
- Zubčice
- Zvíkov